# Madonna Greca
La Madonna Greca es una imagen sagrada de la Virgen conservada en la basílica de Santa María in Porto en Rávena. Es también la santa patrona de la ciudad de Rávena, de la Archidiócesis de Rávena-Cervia y del Vicariato del Mar.
Se trata de un bajorrelieve bizantino tallado en mármol de Paros, que data de una época anterior al Concilio de Éfeso (431).

## Historia
Según la tradición, la imagen llegó a Rávena milagrosamente desde Constantinopla en el año 1100, el domingo de Pascua. Fue encontrada en la playa por los monjes de Santa María in Porto, en la zona de Porto Fuori, que en la época se encontraba junto al litoral.
Según muchos comentaristas de la Divina Comedia, Dante Alighieri se refiere a la iglesia de Santa María en Porto en el Canto XXI del Paraíso cuando utiliza la expresión «la casa de Nuestra Señora en la orilla del río Adriano», un verso del que toma nombre la playa de Lido Adriano de Rávena. Otra hipótesis sostenida por los estudiosos de Dante es que en esos versos el poeta se estaría refiriendo más bien a la Abadía de Pomposa, mientras que para otros la iglesia citada por Dante sería la de Santa Maria di Portonovo, en los alrededores de Ancona. 
La Virgen griega se conservó en la iglesia de Porto Fuori hasta 1503, cuando los monjes tuvieron que trasladarse dentro de los muros de Rávena. En ese año la imagen fue colocada en una capilla dentro del nuevo claustro. El Papa Julio II, huésped de los monjes de Rávena en 1511 durante su viaje a Romaña, promovió la construcción de una nueva iglesia dedicada a la sagrada imagen: la Basílica de Santa María in Porto, que fue construida a lo largo de la Via di Roma. En 1570 tuvo lugar el solemne traslado de la imagen al interior de la basílica: el bajorrelieve fue colocado en una capilla lateral, donde se expone hasta nuestros días.
El 16 de abril de 1952 el Papa Pío XII bendijo la nueva corona de oro donada por el arzobispo de Rávena para sustituir a la robada por desconocidos dos años antes.
Cada año, el Domingo in albis, se celebra la fiesta de la Madonna Greca, con una procesión que parte del canal Candiano y termina en el interior de la basílica.